# Free Bird
〈Free Bird〉는 〈Freebird〉라고도 불리는 앨런 콜린스와 로니 반 잰트가 작사, 작곡하고 미국의 록 밴드 레너드 스키너드가 공연한 노래이다. 이 노래는 1973년 밴드의 데뷔 음반에 등장했다.
1974년 11월에 싱글로 발매된 〈Free Bird〉는 11월 23일 빌보드 핫 100에 87위로 진입했고 1975년 초에 밴드의 두 번째 톱 40 히트곡이 되었고, 1월 25일 19위로 정점을 찍었다. 라이브 버전의 이 노래는 1976년 말에 차트에 다시 진입했고,, 결국 1977년 1월 38위로 정점을 찍었다.
〈Free Bird〉는 《기타 월드》 100대 기타 솔로에서 8위를 차지했다. 그것은 라이브 공연 중 피날레인 레너드 스키너드의 대표곡이며, 종종 라이브로 연주될 때 14분을 훨씬 넘긴다.

## 개요
기타리스트 게리 로싱턴에 따르면 앨런 콜린스가 초기 코드를 쓴 후 2년 동안 보컬리스트 로니 반 밴트는 멜로디가 코드와 함께 변화해야 한다는 믿음에서 멜로디를 만들기에는 너무 많다고 주장했다. 콜린스가 어느 날 리허설에서 사용하지 않은 시퀀스를 연주한 후, 반 잰트는 그에게 그것을 반복해 달라고 부탁했고, 3, 4분 안에 멜로디와 가사를 썼다. 노래를 끝내는 기타 솔로는 반 잰트가 당시 클럽에서 매일 밤 여러 세트를 연주하고 있었기 때문에 원래 반 잰트가 쉴 기회를 주기 위해 추가되었다. 곧이어 밴드는 피아노 연주 매니저인 빌리 파월이 이 곡에 대한 소개를 썼다는 것을 알게 되었다.

## 반응
〈Free Bird〉는 로큰롤 명예의 전당의 로큰롤을 형상화한 500곡과 《롤링 스톤》의 역사상 가장 위대한 노래 500곡 중 407위에 포함되어 있다. 2009년, 이 곡은 VH1에 의해 역대 26번째로 최고의 하드 록 곡으로 선정되었다.

## 인증
| 국가                               | 인증     | 판매량/출하량 |
| ---------------------------------- | -------- | ------------- |
| 이탈리아 (FIMI)                    | 골드     | 35,000        |
| 영국 (BPI)                         | 플래티넘 | 600,000       |
| 판매량+스트리밍을 기반으로 한 인증 |          |               |